# Evaristo Márquez Contreras

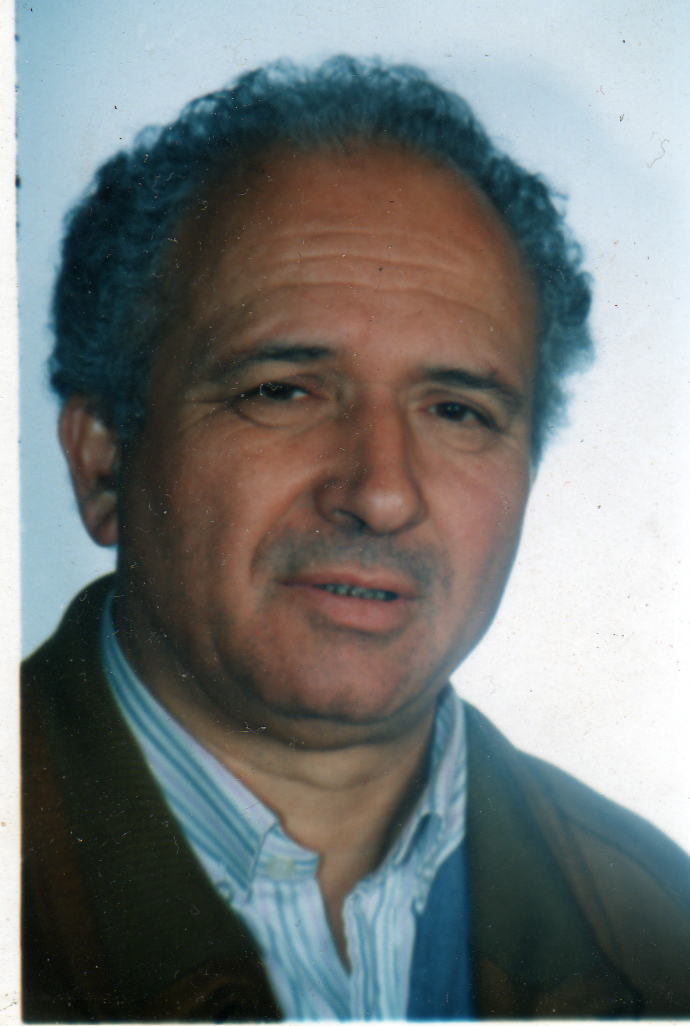
Evaristo Márquez

Evaristo Márquez Contreras (El Madroño, 3 de fevereiro de 1929 — Sevilha, 24 de janeiro de 1996) foi um escultor espanhol. 